# Glimpses of Rio de Janeiro
Glimpses of Rio de Janeiro è un cortometraggio muto del 1913. Nei credit non viene riportato né il nome del regista, né quello dell'operatore alla fotografia.

## Produzione
Il film, che fu prodotto dalla Essanay Film Manufacturing Company, venne girato in Brasile, a Rio de Janeiro.

## Distribuzione
Il film - un cortometraggio lungo cento metri - uscì nelle sale cinematografiche USA il 24 dicembre 1913. Nelle proiezioni, veniva programmato con il sistema dello split reel, accorpato in un'unica bobina con un altro cortometraggio prodotto dalla Essanay, la commedia At the Old Maid's Call.